# Uzon
L'Uzon (in russo Узон) è una caldera di 12 km di lunghezza e 9 km di larghezza, situata nell'est della penisola della Kamčatka, nella Russia orientale. Assieme alla caldera di Geysernaja, ospita il più esteso campo geotermico della penisola della Kamčatka. Queste caldere si formarono nel corso del Pleistocene medio a seguito di diverse importanti eruzioni che depositarono 20-25 km³ di ignimbrite su una vasta area. Nel nord-est della caldera di Uzon, il lago Dalny colma un maar risalente all'Olocene.
Nella caldera di Uzon, grazie alle temperature elevate, si sviluppano numerosi microrganismi estremofili.
La caldera ospita un grande geyser, lo Shaman, situato a 16 km di distanza dall'apparato geotermico della Valle dei Geyser. Il suo pennacchio sale fino a 8 m di altezza: la sua altezza è andata crescendo a partire dai primi anni 2010.